# Куново (Шамотульський повіт)
Куново (пол. Kunowo) — село в Польщі, у гміні Душники Шамотульського повіту Великопольського воєводства.
Населення — 186 осіб (2011).
У 1975-1998 роках село належало до Познанського воєводства.

## Демографія
Демографічна структура станом на 31 березня 2011 року:
|          | Загалом | Допрацездатний вік | Працездатний вік | Постпрацездатний вік |
| -------- | ------- | ------------------ | ---------------- | -------------------- |
| Чоловіки | 90      | 16                 | 65               | 9                    |
| Жінки    | 96      | 18                 | 59               | 19                   |
| Разом    | 186     | 34                 | 124              | 28                   |